# Johan Runius
Johan Runius (* 1. Juni 1679 in Larv, Gemeinde Vara; † 1. Juni 1713 in Stockholm) war ein schwedischer Dichter des Barock.

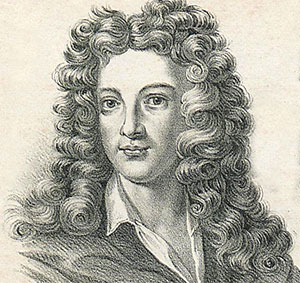
Johan Runius

## Leben
Der Pfarrerssohn Runius besuchte zunächst das Gymnasium in Göteborg, das er 1699 abschloss. Hier verfasste er unter dem Titel Nimrods Skäckta, Til Göthborgs Beröm eine Huldigung der Stadt Göteborg in Versform. Ab 1700 studierte er in Uppsala. Aufgrund mangelnder finanzieller Mittel konnte er sein Studium jedoch nicht beenden. Seit 1703 arbeitete er als Hauslehrer und Privatsekretär. Von 1707 bis 1710 lebte er in Reval, wo er als Sekretär des Generalgouverneurs Nils Stromberg tätig war. Seine letzten Jahre verlebte Runius in Stockholm.
Runius ist vor allem Verfasser von Gelegenheitsgedichten, die er für Angehörige des wohlhabenden Bürgertums schrieb. Er nutzte für seine Gedichte weniger die bislang üblichen Weisen, als vielmehr populäre Melodien französischen Tanzweisen, wie Menuett, Polonaise und Gavotte.
Er wurde auf dem Friedhof der St.-Maria-Magdalena-Kirche in Stockholm beigesetzt.

## Werkausgabe
- Samlade Skrifter. I–III. Utg. av E. Noreen och F. Sandwall. SFSV XVII. A. Bonniers, Stockholm 1933–1955.